# 伊藤順一郎
伊藤 順一郎（いとう じゅんいちろう、1954年 - ）は、東京都生まれの医学者、精神科医であり、医学博士（千葉大学）。現在、国立精神・神経センター精神保健研究所社会復帰相談部部長、特定非営利活動法人地域精神保健福祉機構の共同代表理事。専門は、ひきこもりの支援、統合失調症等の患者の社会生活支援における包括型地域生活支援（Assertive Community Treatment）。

## 経歴
1980年に千葉大学医学部卒業（学位は医学士）。1984年に千葉大学医学部附属病院精神科助手となり、1992年から千葉大学医学部精神医学教室助手を務めた。
1994年に国立精神・神経センター精神保健研究所社会復帰相談部援助技術研究室長に転じ、2000年に同社会復帰相談部長となった。この間の1998年に、千葉大学より医学博士号を取得、博士論文の論文名は『Distribution of EE and Its Relationship to Relapse in Japan』である。
また、伊藤は2007年に特定非営利活動法人地域精神保健福祉機構の発足に際し、共同代表理事として参画した。
2012年から2014年にかけて精神科診察用パソコンソフト「SHARE（シェア）」の開発に携わった。

## 著書・訳書

### 著書
- 『SSTと心理教育』 中央法規出版、1997年（鈴木丈との共著）。
- 『分裂病とつき合う-治療・リハビリ・対処の仕方』 保健同人社<シリーズ・こころの病気を治す>、1998年。
  - （改訂新版）『統合失調症/分裂病とつき合う-治療・リハビリ・対処の仕方』 保健同人社、2002年。
- 『家族で支える摂食障害-原因探しよりも回復の工夫を』 保健同人社、2005年。
- 『地域ケア時代の精神科デイケア実践ガイド』 金剛出版、2006年（安西信雄他との共著）。

### 編・監修
- 『援助技法の実際』 星和書店<精神科リハビリテーション>1、1995年（後藤雅博、遊佐安一郎との共編）。
- 『あせらず・のんびり・ゆっくりと-病気・くすり・くらし 統合失調症を知る心理教育テキスト当事者版』 全国精神障害者家族会連合会<ぜんかれん号外>、2001年（土屋徹他との共編）。
- 『地域保健におけるひきこもりへの対応ガイドライン』 じほう、2004年（監修）。
- 『統合失調症-正しい理解と治療法』 講談社、2005年（監修）。

### 訳書
- デボラ・ベッカー、ロバート・ドレイク著 『精神障害をもつ人たちのワーキングライフ-IPS:チームアプローチに基づく援助付き雇用ガイド』 金剛出版、2004年（大島巌、松為信雄との共監訳）。